# Крус Диас, Хуан
Хуа́н Крус Ди́ас Эспо́сито (исп. Juan Cruz Díaz Espósito; род. 25 апреля 2000, Кильмес, Буэнос-Айрес), более известный как Хуан Крус — испанский футболист, вингер клуба «Леганес».

## Клубная карьера
Родился в городе Кильмес, Аргентина, но вырос Ринкон-де-ла-Виктория (провинция Малага). В 2010 году присоединился к академии футбольного клуба «Малага». 19 мая 2018 года в матче против «Хетафе» он дебютировал в Ла Лиге.
1 июля 2021 подписал контракт с «Реал Бетис», после окончания контракта с «Малагой». 16 октября 2022 года в матче против «Альмерии» он дебютировал за новый клуб. 30 октября в поединке против «Реал Сосьедад» Крус Диас забил дебютный гол за «Реал Бетис».
1 февраля 2024 года был отдан в аренду клубу «Леганес».